# Excubitores
Los excubitores (en latín: excubitores o excubiti ‘los de fuera de la cama’, en el sentido de "centinelas"; en griego: ἐξκουβίτορες o ἐξκούβιτοι) fueron una unidad militar del imperio bizantino fundada c. 460 como guardia imperial de los primeros emperadores. Sus comandantes adquirieron gran influencia, e incluso muchos de ellos llegaron a sentarse en el trono a lo largo del siglo VI.
Los excubitores desaparecen de los registros históricos a finales del siglo VII, pero a mediados del siglo VIII fueron reformados como una unidad militar de élite, núcleo profesional del ejército bizantino. La última mención histórica a los excubitores data del año 1081.

## Historia
Los excubitores fueron creados en la antigüedad tardía por el emperador León I alrededor del año 460. En aquella época se trataba de un cuerpo de unos 300 soldados, a menudo reclutados entre los soldados isauros, como parte del esfuerzo del emperador de poner un contrapeso a la influencia de Aspar, el magister militum, y del contingente militar germánico del ejército del imperio romano de oriente.
Al contrario que otros regimientos de palacio del Scholae Palatinae, que estaban bajo el control del magister officiorum y degeneraron eventualmente en formaciones más simbólicas y preparadas para los desfiles, los excubitores siguieron siendo durante mucho tiempo una fuerza militar de élite. Al contrario que los scholae, que se encontraban en guarniciones ubicadas por Tracia y Bitinia, los excubitores estaban ubicados en el palacio imperial de Constantinopla, y formaron prácticamente la única guarnición de la ciudad en el siglo VI. Su alto estatus se muestra también en el hecho de que tanto sus oficiales como sus miembros ordinarios eran a menudo destinados a misiones especiales, e incluso diplomáticas.

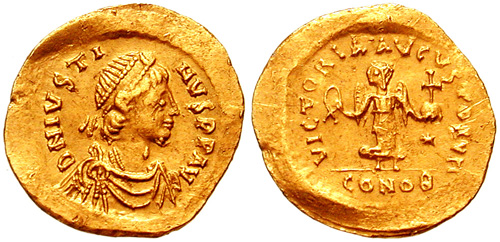
Tremís del emperador Justino I, primer comandante de los excubitores que accedió al trono imperial.

La unidad estaba encabezada por el conde de los excubitores (en latín: comes excubitorum; en griego: κόμης τῶν ἐξκουβίτων/ἐξκουβιτόρων, komēs tōn exkoubitōn/exkoubitorōn), que, en virtud a su proximidad al emperador, se convirtió en un oficial de gran importancia durante los siglos VI y VII. Este cargo, que se puede rastrear hasta c. 680, normalmente era ocupado por miembros de la familia imperial, a menudo los que eran considerados heredero natural del actual emperador. Por ello fue el apoyo de estos hombres lo que aseguró que Justino I (r. 518–527), que ocupaba el cargo a la muerte de Anastasio I, fuera elevado a la dignidad imperial. De forma similar, Justino II (r. 565–578) apoyaba su gobierno en el apoyo de los excubitores y el conde, Tiberio, era un amigo muy cercano que había llegado al cargo gracias a la intervención de Justino. Tiberio sería la mano derecha del emperador durante su reinado, y eventualmente le sucedería como Tiberio II (r. 578–582). También él sería sucedido por su propio comes excubitorum, Mauricio (r. 582–602). En época de Mauricio, el cargó lo ocupó su cuñado el general Filípico, y durante el reinado de Focas (r. 602–610) lo ocuparía el general Prisco. El poder que acompañaba el cargo, las intrigas de hombres como Prisco y, a comienzos de la década de los años 640, el usurpador Valentino, condenaron el cargo, que fue vaciado de poder y eventualmente eclipsado durante la segunda mitad del siglo VII.
Tras un largo lapso de tiempo, hacia finales del siglo VII y durante la primera mitad del VIII los Excubitores reaparecen en las fuentes históricas al mando de un nuevo comandante, el Doméstico (δομέστικος τῶν ἐξκουβίτων/ἐξκουβιτόρων, domestikos tōn exkoubitōn/exkoubitorōn), y con una nueva capacidad, la de ser un tagmata imperial, el ejército militar central profesional creado por Constantino V (r. 741–775). Como tagmata, los excubitores ya no eran la guardia de palacio, sino una unidad militar activa que participaba en las campañas militares. Al mismo tiempo, se crearon como contrapeso a los ejércitos provinciales de los themas, y consituyeron una importante arma a la hora de implementar las políticas iconoclastas de Constantino V. Su lealtad era tan fuerte que la regente Irene, de tendencia iconódula, tuvo que desarmarlos por la fuerza en 786.

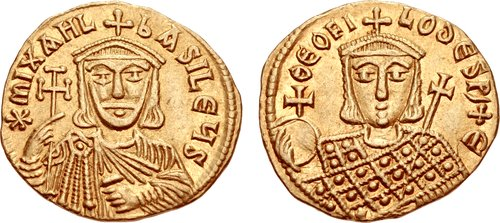
Solidus del emperador Miguel II y su hijo, Teófilo.

El doméstico comenzó siendo una figura de poco rango, pero fueron gradualmente incrementando su importancia: Cerca del año 842 su rango está por debajo de los comandantes de todos los themas, pero hacia el año 899 el Doméstico ya figura con un rango por encima del de los stratēgoi de los themas europeos e incluso del del eparca de Constantinopla. Su rango se incrementó hasta el de prōtospatharios e incluso de patrikios. El doméstico más prominente fue sin duda Miguel II (r. 820–829), que ascendió al rango de emperador después de ejecutar un golpe de Estado a León V el Armenio (r. 813–820). En la segunda mitad del siglo X, probablemente en el reinado de Romano II (r. 959–963), el regimiento fue dividido en dos unidades, para Oriente y Occidente, cada una comandada por un doméstico.
Al igual que la mayoría de los tagmata, el regimiento no sobrevivió las convulsiones de finales del siglo XI, cuando las invasiones extranjeras y las constantes guerras civiles destruyeron gran parte del ejército bizantino. La última mención de los excubitores aparece en la Alexiada de Ana Comnena, en donde figuran como unidad participante en la Batalla de Dirraquio de 1081 comandados por Constantino Opos.

## Estructura
Se desconoce la estructura interna del regimiento original de excubitores. Se conoce que era una unidad de caballería, y que contaba con unos oficiales conocidos como scribones. El historiador Warren Treadgold especula que éstos pudieron ejercer un rol similar al del decurión de caballería romana, comandando grupos de unos 30 hombres, aunque John B. Bury sugiere que los scribones, aunque asociados a los excubitores, se mantenían como un cuerpo separado.
En su posterior reestructuración como un tagma, el regimiento fue estructurado siguiendo con la metodología estándar seguida por otros tagmata, con pocas variaciones. Los domésticos eran asistidos por un topotērētēs y un chartoularios (secretario). El propio regimiento estaba dividido en al menos 18 bandones, probablemente comandados cada uno de ellos por un skribōn (Greek: σκρίβων). Estos estaban divididos a su vez en subunidades más pequeñas comandadas por un drakonarios, e incluían tres tipos de portaestandartes que funcionaban como suboficiales: skeuophoroi , signophoroi y sinatores. También había el usual número de mensajeros (mandatores), bajo las órdenes del prōtomandatōr, algunos de los cuales también recibían el nombre de legatarioi.
El tamaño del tagma de los excubitores y sus subdivisiones no puede establecerse con certeza. Al igual que con otros tagmata, existen opiniones diversas acerca de su fuerza teórica. Partiendo de las listas de oficiales y de los relatos de los geógrafos árabes Ibn Khurdādhbah y Qudāmah, el historiador Warren Treadgold mantiene una fortaleza teórica de unos 4000 soldados, que en el caso de los scholae y los excubitores llegó hasta cerca de 6000 en la época de la división de los regimientos a mediados del siglo X. Otros historiadores, en especial John Haldon, revisan las cifras estimadas y las reducen hasta unos 1000 hombres por cada tagma.